# Свети Никола (Косовска Каменица)
„Свети Никола“ (на сръбски: Црква Св. Николе) е възрожденска православна църква в косовския град Косовска Каменица. Част е от Рашко-Призренската епархия на Сръбската православна църква. В 1997 година църквата обявена за паметник на културата.

## История
Църквата е построена в 1862 година. В архитектурно отношение църквата е еднокорабна каменна базилика базилика с трем и женска църква на запад, засводена с полукръгъл свод. Външният притвор е дозидан в 1905 година. В 1971 година на западната стена е дозидана камбанария.
Стенописите в църквата са от 1905 година, дело на дебърския майстор Аврам Дичов от Тресонче. Дичов се е подписал като приложник на патронното изображение в люнетата над входа: „Прилаже Аврам Дичић зограф ис с. Тресанче Дибранец“.
Иконостасът е изписан от зографите Костадин и Игнатий от Велес и Димитър от Скопие. Недатираната икона на Свети Василий е подписана от дебърския зограф Васил Кръстев от Галичник.